# Bur Niprupi
Bur Niprupi är ett berg i Indonesien.   Det ligger i provinsen Aceh, i den västra delen av landet, 1 600 km nordväst om huvudstaden Jakarta. Toppen på Bur Niprupi är 799 meter över havet, eller 116 meter över den omgivande terrängen. Bredden vid basen är 2,1 km.
Terrängen runt Bur Niprupi är huvudsakligen kuperad. Trakten runt Bur Niprupi är nära nog obefolkad, med mindre än två invånare per kvadratkilometer. I omgivningarna runt Bur Niprupi växer i huvudsak städsegrön lövskog.